# Ибатуллин, Роберт Уралович
Роберт Уралович Ибатуллин (псевдоним Равиль Искандеров) (род. 11.12.1974, Уфа) — российский фантаст. Лауреат АБС-премии (2016 год и премии «Интерпресскон-2016» (оба — за роман «Роза и Червь»).

## Биография
Родился 11 декабря 1974 года в Уфе в семье служащих.
Окончил физический факультет Башкирский университет по специальности «теоретическая физика» (1996) и аспирантуру при историческом факультете Башкирского университета (1999). В 2000 году защитил кандидатскую диссертацию по истории.
Печатается с 1995 года.
В 2003 году переехал в Москву. Преподаёт физику и концепции современного естествознания в вузах.
С 2017 года — программист, переводчик.